# Premi Ramon Margalef d'Ecologia
El Premi Ramon Margalef d'Ecologia és un premi creat l'any 2004 per la Generalitat de Catalunya en honor d'un dels principals investigadors en aquest camp, el professor Ramon Margalef i López. El premi, de caràcter internacional, vol reconèixer les carreres científiques excepcionals o els descobriments en el camp de l'ecologia que hagin contribuït al progrés significatiu del coneixement o al desenvolupament d'instruments teòrics per a la bona gestió dels recursos naturals, del territori o del mar. El guardó té una dotació econòmica (actualment de 80.000 euros).
En les tres primeres edicions, el nom del premi va ser «Premi Ramon Margalef d'Ecologia i Ciències Ambientals», i en la quarta edició es va adoptar el nom que ha dut des d'aleshores per tal de «fer explícita la singularitat d’aquest Premi consagrat específicament a l’ecologia».

## Llista de premiats
- 2005 Paul K. Dayton, «pioner en el camp de 'l'ecologia de poblacions i comunitats entre els investigadors marins, terrestres i aquàtics».[3]
- 2006 John Lawton, que «ha contribuït significativament en l'avenç de les ciències ecològiques, sempre a la cerca de patrons i regles de l'ecologia fent ús de les eines més avançades».[4]
- 2007 Harold A. Mooney, «un dels pioners en l'ecologia fisiològica vegetal que ha centrat els seus treballs en l'estudi i l'avaluació de fenòmens que esdevenen canvis globals, com les invasions ecològiques, les pèrdues de la diversitat i la degradació dels ecosistemes».[5]
- 2008 Daniel Pauly, «un científic crític i compromès amb la protecció marina».[6]
- 2009 Paul R. Ehrlich, «entomòleg especialista en poblacions i superpoblació humana».[7]
- 2010 Simon A. Levin[8]
- 2011 Juan Carlos Castilla[9]
- 2012 Daniel Simberloff[10]
- 2013 Sallie W. Chisholm, per «ser una de les investigadores més productives, carismàtiques i actives en oceanografia biològica i ecologia marina».[11][12]
- 2014 David Tilman[13]
- 2015 Robert E. Ricklefs[14]
- 2016 Josep Peñuelas[15][16]
- 2017 Sandra Díaz[17]
- 2018 Steve Carpenter, «per la seva investigació en el camp de la limnologia, que estudia els llacs i l’ús racional dels recursos hídrics».[18][19]

- 2019 Carlos Manuel Duarte Quesada, «per la seva investigació en el camp de l’ecologia marina i l'oceanografia biològica».[20][21]
- 2020 Sandra Lavorel[22]
- 2021 Jordi Bascompte[23]
- 2022 Gretchen C. Daily[24]
- 2023 Marten Scheffer, «per la seva contribució a la teoria dels estats alternatius i els canvis sobtats en els ecosistemes».[25]
- 2024 Carlos M. Herrera,«per les seves aportacions destacades a l’ecologia evolutiva de les interaccions planta-animal i de la reproducció vegetal, així com per la seva contribució en l’obertura de noves línies de recerca que combinen processos epigenètics i ecològics».[26][27]